# Anderson Niangbo
Anderson Degbolé Niangbo (Abidjan, 6 ottobre 1999) è un calciatore ivoriano, attaccante del Wolfsberger.

## Caratteristiche tecniche
È un centravanti.

## Carriera

### Club
Approdato in Europa nel 2018, ha esordito il 1º novembre 2016 disputando con il Liefering l'incontro di Erste Liga pareggiato 1-1 contro il Ried.

### Nazionale
Ha giocato nelle nazionali giovanili ivoriane Under-17, Under-20 ed Under-23.

## Statistiche

### Presenze e reti nei club
Statistiche aggiornate al 21 febbraio 2020.
| Stagione         | Squadra          | Campionato       | Campionato | Campionato | Coppe nazionali | Coppe nazionali | Coppe nazionali | Coppe continentali | Coppe continentali | Coppe continentali | Altre coppe | Altre coppe | Altre coppe | Totale | Totale | Totale |
| Stagione         | Squadra          | Comp             | Pres       | Reti       | Comp            | Pres            | Reti            | Comp               | Pres               | Reti               | Comp        | Pres        | Reti        | Pres   | Reti   |        |
| ---------------- | ---------------- | ---------------- | ---------- | ---------- | --------------- | --------------- | --------------- | ------------------ | ------------------ | ------------------ | ----------- | ----------- | ----------- | ------ | ------ | ------ |
| gen.-giu. 2018   | Liefering        | 1L               | 15         | 1          | -               | -               | -               | -                  | -                  | -                  | -           | -           | -           | 15     | 1      |        |
| 2018-2019        | Liefering        | 1L               | 18         | 3          | -               | -               | -               | -                  | -                  | -                  | -           | -           | -           | 18     | 3      |        |
| Totale Liefering | Totale Liefering | Totale Liefering | 33         | 4          |                 | -               | -               |                    | -                  | -                  |             | -           | -           | 33     | 4      |        |
| 2019-gen. 2020   | Wolfsberger      | BL               | 17         | 7          | CA              | 3               | 2               | UEL                | 6                  | 0                  | -           | -           | -           | 26     | 9      |        |
| gen.-giu. 2020   | Gent             | PL               | 4          | 2          | CB              | 0               | 0               | UEL                | 0                  | 0                  | -           | -           | -           | 4      | 2      |        |
| Totale carriera  | Totale carriera  | Totale carriera  | 54         | 13         |                 | 3               | 2               |                    | 6                  | 0                  |             | -           | -           | 63     | 15     |        |